# NK Matići 88
Nogometni klub "Matići 88"  (NK Matići 88; Matići 88) je bio nogometni klub iz Matića, općina Orašje, Županija Posavska, Federacija BiH, Bosna i Hercegovina. 
 
Klupska boja je bila narančasta.

## O klubu
NK "Matići 88" je osnovan u ljeto 1988. godine, te uz postojeći klub "Napredak" su Matići bili jedno od rijetkih seoskih naselja u Bosni i Hercegovini koje je imalo dva kluba. 
 
Klub počinje s natjecanjem u "Općinskoj ligi Orašje-Brčko" (ponegdje navedenu i kao "Općinska liga Orašje"), te odmah osvaja prvenstvo, te ulazi u višu ligu - "Posavsko-podmajevičku ligu" u kojoj igra do 1991. godine. 
 
1992. godine izbija rat u BiH, kojim je jako zahvaćeno i područje Orašja i Bosanske Posavine, te klub prestaje s djelovanjom, te kasnije ne dolazi do njegove obnove.

## Uspjesi
Općinska liga Orašje-Brčko
- prvak: 1988./89.

## Unutrašnje poveznice
- Matići
- NK Napredak Matići